# Valdemar Sejr
Pour les articles homonymes, voir Valdemar Sejr (homonymie).
Pour plus de détails, voir Fiche technique et Distribution.
Valdemar Sejr (« Valdemar le Victorieux ») est un film danois réalisé par Gunnar Helsengreen (da), sorti en 1910.
Ce film muet en noir et blanc met en scène le roi Valdemar II de Danemark, surnommé le « Victorieux » (Sejr en danois), qui régna de 1202 à 1241.

## Fiche technique
- Titre original : Valdemar Sejr
- Réalisation : Gunnar Helsengreen (da)
- Scénario : Gunnar Helsengreen, d'après un roman historique de Bernhard Severin Ingemann, Valdemar Sejr (1826)
- Directeur de la photographie : Th.S. Sørensen
- Société de production : Fotorama (da)
- Société de distribution : Fotorama
- Pays d'origine :  Danemark
- Langue : danois
- Format : Noir et blanc – 1,33:1 – 35 mm – Muet
- Genre : film historique
- Année : 1910
- Dates de sortie :
  -  Danemark : 29 août 1910

## Distribution
- Aage Fønss : Valdemar Sejr
- Marie Niedermann : Dronning Berengaria
- Philip Bech (da)
- Aage Bjørnbak
- Ragnhild Christensen
- Alfred Cohn (da)
- Ellen Gottschalch
- Peter Malberg (en)
- Johannes Rich
- Karen Rich
- Jenny Roelsgaard
- Johannes Rich
- Jenny Roelsgaard
- Aage Schmidt (da)